# Igor Fraga
Igor Fraga (Kanazawa, Japan, 26 september 1998) is een Braziliaans autocoureur en e-sporter. In 2020 was hij onderdeel van het Red Bull Junior Team, het opleidingsprogramma van het Formule 1-team van Red Bull Racing.

## Autosportcarrière
Fraga begon zijn autosportcarrière in het karting in 2008. In 2014 maakte hij de overstap naar het formuleracing en werd hier tweede in de Braziliaanse Formule Vee en zevende in de Braziliaanse Formule 1600. In 2015 maakte hij zijn Formule 3-debuut in het Braziliaanse Formule 3-kampioenschap en werd hier voor het team Prop Car Racing met vier overwinningen en 117 punten derde in de B-klasse, als laatste van de fulltime deelnemers. In 2016 promoveerde hij naar de A-klasse met Prop Car, alhoewel hij enkel aan het eerste en het laatste raceweekend van het seizoen ha deelgenomen. In de seizoensfinale op het Autódromo José Carlos Pace behaalde hij wel zijn eerste podiumfinish in het hoofdkampioenschap. In 2017 stapte hij met Prop Car over naar de nieuwe Academy-klasse en won hier tien races en het kampioenschap.
In de winter van 2017-2018 kwam Fraga uit in het NACAM Formule 4-kampioenschap in Mexico met Prop Car Racing. Hij won zeven van de achttien races waar hij aan deelnam, maar vanwege een aantal nulresultaten en het feit dat hij een weekend moest missen werd hij achter Moisés de la Vara tweede in de eindstand met 280 punten. In 2018 reed hij in de U.S. F2000 bij het team Exclusive Autosport. Gedurende het seizoen behaalde hij drie podiumplaatsen: op het Stratencircuit Saint Petersburg, het Stratencircuit Toronto en de Mid-Ohio Sports Car Course. Met 213 punten werd hij achter Kyle Kirkwood, Rasmus Lindh en Lucas Kohl vierde in het klassement.
In 2019 maakte Fraga de overstap naar Europa, waarin hij uitkwam in het nieuwe Formula Regional European Championship bij het team DR Formula by RP Motorsport. Hij won vier races (op de Red Bull Ring, het Autodromo Enzo e Dino Ferrari en tweemaal het Autodromo Nazionale Monza) en stond in zeven andere races op het podium, waardoor hij achter Frederik Vesti en Enzo Fittipaldi derde werd in de eindstand met 300 punten.
In 2020 begon Fraga het seizoen in de Nieuw-Zeelandse Toyota Racing Series bij het team M2 Competition. Aansluitend maakte hij de overstap naar het FIA Formule 3-kampioenschap, waarin hij uitkwam voor het team Charouz Racing System. Tevens werd hij opgenomen in het Red Bull Junior Team. Hij kende een zwaar debuutseizoen, waarin hij enkel op Silverstone een punt scoorde met een tiende plaats. Voor de seizoensafsluiter zou hij oorspronkelijk uitkomen voor Hitech Grand Prix als vervanger voor Pierre-Louis Chovet, maar hoewel hij het contract al had getekend, stond Charouz dit niet toe, waardoor hij uiteindelijk helemaal niet tijdens het raceweekend in actie kwam. Hij eindigde uiteindelijk op plaats 24 in het klassement.

## E-sportcarrière
Fraga is naast zijn autosportcarrière ook e-sporter. In 2017 nam hij deel aan de finale van de Formule 1 E-Sports Series op het spel F1 2017, waarin hij tegen negentien andere coureurs streed om het virtuele Formule 1-wereldkampioenschap. Hij werd hier achttiende met zes punten. In 2018 won hij de eerste editie van de FIA Gran Turismo Nations Cup op het spel Gran Turismo Sport en won hij het e-sportkampioenschap van het Formule 1-team McLaren, genaamd McLaren Shadow.